# Paranoïak
Pour les articles homonymes, voir Paranoïak (homonymie) et Disturbia.
Pour plus de détails, voir Fiche technique et Distribution.
Paranoïak (Disturbia) est un thriller américain réalisé par D. J. Caruso, sorti en 2007.

## Synopsis
Perturbé par la mort de son père dans un accident de voiture, Kale Brecht donne un violent coup de poing à son professeur d'espagnol qui vient de lui faire une remarque plutôt malvenue sur son père. Pour cette agression, Kale est condamné par un juge compatissant à trois mois d'assignation à résidence sous surveillance électronique.
Kale est d'abord satisfait de sa punition. Il regarde la télévision et joue à des jeux vidéo, jusqu'à ce que sa mère, mécontente, coupe son câble TV et son accès à l'internet. Par désœuvrement, Kale se met à surveiller son quartier aux jumelles, notamment sa nouvelle voisine Ashley Carlson, qui l'attire, et Robert Turner, un célibataire vivant seul. Une nuit, Kale trouve inquiétant que Turner rentre chez lui dans une Ford Mustang bleue des années 1960 à l'aile cabossée, ce qui correspond à une description donnée dans un reportage consacré à un tueur en série.
Kale se lie d'amitié avec Ashley. Ils espionnent Turner en compagnie de Ronnie, le meilleur ami de Kale. Ils voient Turner arriver chez lui en compagnie d'une femme rousse. Peu après, cette femme court dans toute la maison, en proie à la panique. Les jeunes gens sont étonnés de la voir ensuite quitter la maison, monter dans sa voiture et repartir.
Kale est irrité d'apprendre qu'Ashley organise chez elle une fête à laquelle il ne peut se rendre, en raison de son bracelet électronique. Il surveille les invités. Ashley flirte, s'amuse avec des élèves de l'école, le tout sur une musique entraînante. Jaloux, Kale sort des haut-parleurs sur le toit et fait exploser le tendre Lovin' You de Minnie Riperton pour briser l'ambiance. Furieuse, Ashley fait irruption chez lui pour éteindre la musique, et Kale avoue qu'il l'observe depuis qu'elle a emménagé, et qu'il est épris d'elle. Le couple partage son premier baiser.
Le lendemain, Kale demande à Ashley de surveiller Turner au supermarché, pour permettre à Ronnie de s'introduire dans la voiture de Turner et de relever le code de sa porte de garage. Ashley accepte. Mais Turner la repère. Il la bloque dans le parking, et l'intimide. Ébranlée par cette entrevue, Ashley dit à Kale qu'elle ne veut plus participer.
Ronnie se rend compte qu'il a perdu son téléphone dans la voiture de Turner. Il s'introduit dans la maison de celui-ci pour le récupérer. Il filme son équipée pour tenir Kale informé au fur et à mesure. Mais il se retrouve piégé lorsque la porte du garage se referme. Kale se précipite pour le sauver, mais alerte la police en quittant sa propriété avec son bracelet électronique. La police arrive. Kale accuse Turner de meurtre. Les policiers inspectent le garage. Ils ne trouvent rien d'autre qu'un sac contenant un daim tué par accident sur la route.
Julie, la mère de Kale, craint que Turner ne porte plainte contre son fils pour violation de domicile. Voulant arranger les choses, elle se rend chez l'inquiétant personnage. Pendant ce temps, Ronnie explique à Kale comment il a réussi à s'échapper de chez Turner. En visionnant la vidéo que son ami a faite dans la maison, Kale remarque un détail étrange derrière un évent, une chose enveloppée de plastique. En gelant le cadre et en zoomant, Kale découvre qu'il s'agit du cadavre de la femme rousse qu'ils avaient vue courir, terrorisée, dans la maison de Turner. Ce qui finit de prouver qu'il avait raison depuis le début. De son côté, Turner a neutralisé Julie et la retient captive. Il entre alors dans la maison de Kale, frappe Ronnie à la tête avec une batte de baseball, lie et bâillonne Kale. Il révèle son plan pour faire passer Kale pour le meurtrier et faire croire qu'il s'est ensuite suicidé.
L'arrivée d'Ashley offre à Kale une opportunité d'attaquer Turner. Il le jette du haut des escaliers. Ashley le libère de ses liens. Ils sautent par la fenêtre dans la piscine, tandis que Turner réapparaît à l'étage. Kale se précipite vers la maison du tueur pour y retrouver sa mère. Son bracelet électronique alerte à nouveau la police. Dans une pièce cachée, Kale découvre de nombreuses preuves des meurtres précédents. Il trouve notamment une robe et une perruque rousse qui ont permis à Turner de quitter sa maison en se faisant passer pour sa victime, la nuit où Kale et Ashley l'espionnaient.
Le policier qui intervient lors des escapades de Kale arrive sur les lieux. Turner lui brise le cou. Pendant ce temps, Kale se retrouve parmi les restes en décomposition de victimes, ainsi que sur leurs permis de conduire et leurs effets personnels. Il découvre enfin sa mère, ligotée et bâillonnée dans la cave. Turner apparaît, blesse Kale au dos, le plaque contre un mur et s'apprête à le tuer. Julie, armée d'un tournevis, poignarde l'assassin à la jambe, permettant à Kale de saisir une paire de taille-haie qu'il enfonce dans la poitrine de Turner.
Pour sa bonne conduite, Kale est débarrassé plus tôt que prévu de son bracelet électronique. Plus tard, il se venge de garnements du voisinage, les Boys de Greenwood, qui l'avaient persécuté. Après quoi, il embrasse Ashley sur son canapé, tandis que Ronnie filme la scène.

## Fiche technique
Sauf indication contraire, les informations mentionnées dans cette section peuvent être confirmées par les bases de données cinématographiques IMDb et Allociné,  présentes dans la section « Liens externes ».
- Titre original : Disturbia
- Titre français : Paranoïak
- Réalisation : D. J. Caruso
- Scénario : Christopher Landon et Carl Ellsworth, d'après une histoire de Christopher Landon
- Musique : Geoff Zanelli
- Direction artistique : Douglas Cumming
- Décors : Tom Southwell
- Costumes : Marie-Sylvie Deveau
- Photographie : Rogier Stoffers
- Son : Michael Babcock, Steve Pederson, Brad Sherman, Mark Ulano
- Montage : Jim Page
- Production : Jackie Marcus Schaffer, Joe Medjuck (en) et E. Bennett Walsh
  - Production déléguée : Tom Pollock et Ivan Reitman
  - Production associée : Kwame Parker
- Sociétés de production : Digital Image Associates et The Montecito Picture Company, en association avec Cold Spring Pictures, présenté par Dreamworks Pictures
- Sociétés de distribution : Dreamworks et Paramount Pictures (États-Unis) ; Paramount Pictures France (France) ; Universal Pictures International (Belgique, Suisse romande)[1]
- Budget : 20 millions USD[2],[3]
- Pays de production :  États-Unis
- Langues originales : anglais et espagnol
- Format : couleur (Technicolor / DeLuxe) — 35 mm — 1,85:1 (Panavision) — son DTS-ES / Dolby Digital EX / SDDS
- Genre : thriller, policier, drame
- Durée : 105 minutes
- Dates de sortie[4] :
  - États-Unis, Québec : 13 avril 2007[5]
  - Belgique : 17 avril 2007 (Festival international du film fantastique de Bruxelles) ; 4 juillet 2007 (Wilkinson American Movie Day)[6] ; 22 août 2007 (sortie nationale)[7]
  - France, Suisse romande : 22 août 2007[8],[9]
- Classification[10] :
  - États-Unis : accord parental recommandé, film déconseillé aux moins de 13 ans (PG-13 - Parents Strongly Cautioned)[N 1]
  - France : interdit aux moins de 12 ans[11],[N 2]
  - Belgique : tous publics (Alle Leeftijden)[7]
  - Suisse romande : interdit aux moins de 14 ans[12]
  - Québec : 13 ans et plus (violence) (13+ / 13 years and over)[5]

## Distribution
- Shia LaBeouf (VF : Jim Redler) : Kale Brecht
- Sarah Roemer (VF : Kelly Marot) : Ashley Carlson
- Carrie-Anne Moss (VF : Juliette Degenne) : Julie Brecht
- David Morse (VF : José Luccioni) : Robert Turner
- Aaron Yoo (VF : Alexandre Nguyen) : Ronald « Ronnie »
- Jose Pablo Cantillo (VF : Cédric Dumond) : officier Gutierrez
- Matt Craven (VF : Emmanuel Jacomy) : Daniel Brecht
- Viola Davis (VF : Pascale Vital) : détective Parker
- Rene Rivera (VF : Julien Kramer) : M. Gutierrez

## Production

### Tournage
Paranoïak a été filmé dans la ville de Whittier (Californie), pour la plupart des scènes, et à Pasadena (Californie). Le tournage s'est déroulé du 6 janvier au 28 avril 2006. Les maisons de Kale et de M. Turner, censées être l'une en face de l'autre, étaient en réalité situées dans deux villes différentes.

### Bande originale
La BO du film comporte 13 morceaux, qui sont les suivants :
- Nada Surf : Always Love
- This World Fair : Don't Make Me Wait
- Guster : One Man Wrecking Machine
- Louque : Whoa Now
- Love Stink : Gangsta Boogie
- Buckcherry : Next 2 You
- Afroman : Because I Got High
- Noiseshaper : We Love Reggae
- The Summer Skinny : The Great American Napkin
- Priscilla Ahn : Dream
- Minnie Riperton : Lovin' You
- Lou Rawls : You'll Never Find Another Love like Mine
- Kings of Leon : Taper Jean Girl
- System of a Down : Lonely Day

Le titre Don't Make Me Wait de This World Fair (en) a été composé par Geoff Zanelli, qui signe également la B.O instrumentale du film.

## Accueil

### Accusation de plagiat
Steven Spielberg a été accusé de plagiat par les héritiers de Cornell Woolrich, l’auteur de la nouvelle qu’Alfred Hitchcock avait transposée à l’écran, et dont la maison de production avait acquittés les droits en 1953.

## Distinctions

### Récompenses

#### 2007
- Scream Awards : roi des cris pour Shia LaBeouf
- Teen Choice Awards :
  - Meilleur film d'horreur / thriller
  - Meilleur acteur dans un film d'horreur / thriller pour Shia LaBeouf
  - Meilleure révélation masculine de l'année pour Shia LaBeouf

#### 2008
- ASCAP Film and Television Music Awards : meilleur compositeur d'un blockbuster pour Geoff Zanelli

### Nominations

#### 2007
- Dublin Film Critics Circle Awards : meilleure révélation de l'année pour Shia LaBeouf
- Golden Schmoes Awards : meilleure révélation de l'année pour Shia LaBeouf
- Kids' Choice Awards, Australia (Nickelodeon Australian Kids' Choice Awards) : star de cinéma préférée pour Shia LaBeouf
- Scream Awards : roi des cris pour Shia LaBeouf

#### 2008
- Empire Awards : meilleur thriller
- MTV Movie & TV Awards : meilleur baiser pour Shia LaBeouf et Sarah Roemer
- People's Choice Awards : film dramatique de l'année

## Éditions en vidéo
- En France, le film Paranoïak est sorti en DVD le 6 mars 2008[18]. Par la suite, le film est sorti en Blu-ray le 5 novembre 2008[19] et en VOD le 15 octobre 2017[8].
- Au Québec, le film est sorti en DVD le 7 août 2007[5].

## Autour du film
- Ce film est un remake rajeuni de Fenêtre sur cour (Rear Window) d'Alfred Hitchcock (1954).